# Автошлях E373
Європейський маршрут E373 — європейський автомобільний маршрут, що проходить територією України і Польщі. Траса пролягає від Києва через Коростень, Сарни, Ковель, міжнародний пункт пропуску Ягодин — Дорогуськ, Холм, П'яскі до Любліна.
На території України збігається з автошляхом М07. Автомобільний шлях з твердим (асфальтовим, бетонним) покриттям, має по одній смузі в кожному напрямку. Народна назва — «Варшавка».
На території Польщі E373 є частиною автошляху  12. Окрім того, на ділянці від П'ясків до Любліна траса збігається з E372. Планується, що ділянка від Любліна до Дорогуська буде частиною польського автошляху  S12 (станом на 2012 рік збудовано лише 4,2 км цієї дороги).
У 2006 році розпочато реконструкцію: розширення та покращення якості покриття.

## Маршрут автошляху
Шлях проходить через такі міста:
- Польща: Люблін, Холм
- Україна: Ковель, Сарни, Коростень, Київ

Автошлях E373 проходить територією Польщі та України.
Популярний автобусний маршрут з Польщі до України відстанню 620 км та приблизно 12-14 годин в дорозі на автобусі:
- Польща: Люблін, Устилуг,  Україна: Луцьк, Рівне, Житомир, Київ